# Club Náutico Arenys de Mar

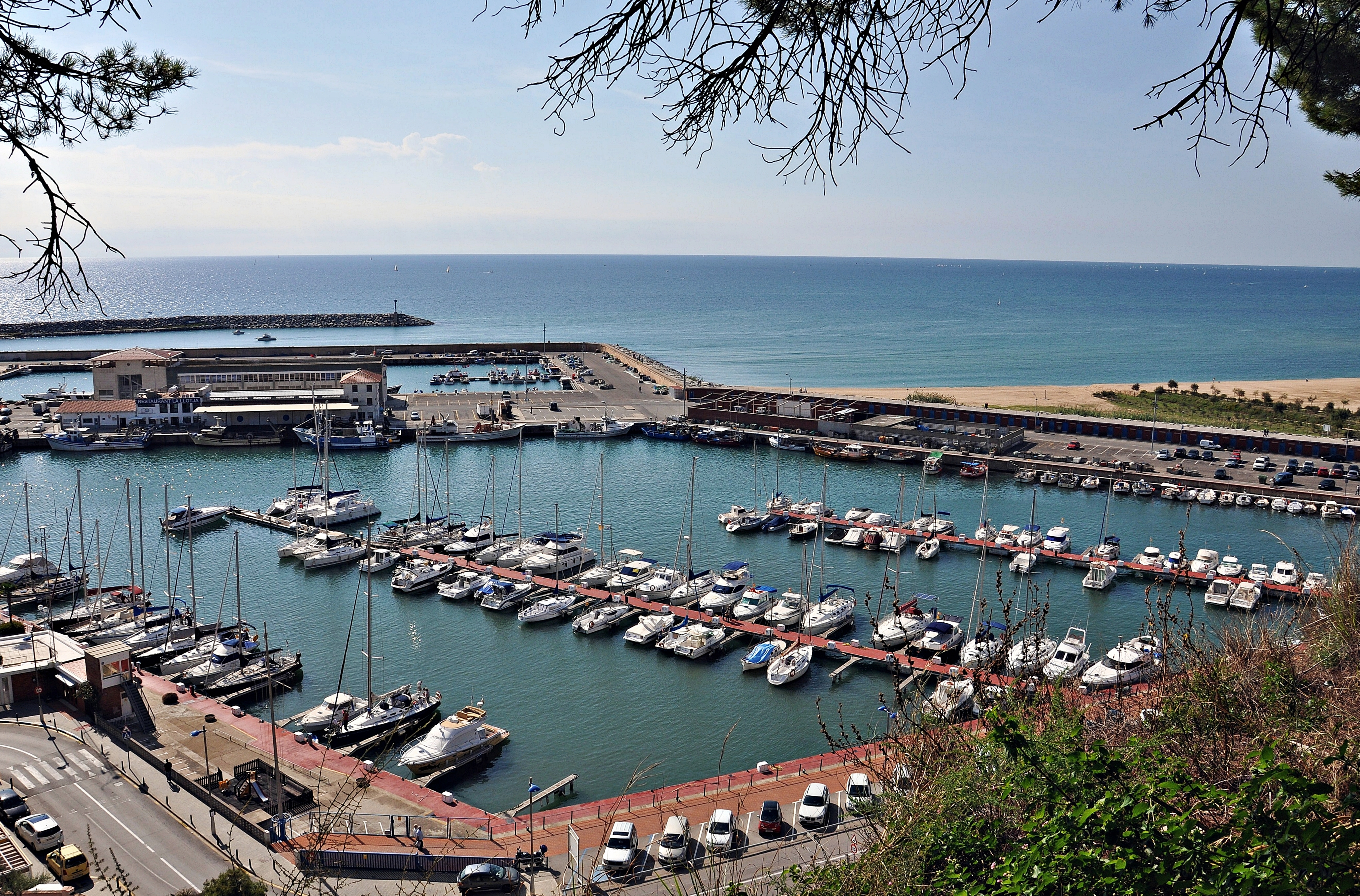
Vista parcial de las instalaciones del CNAM.

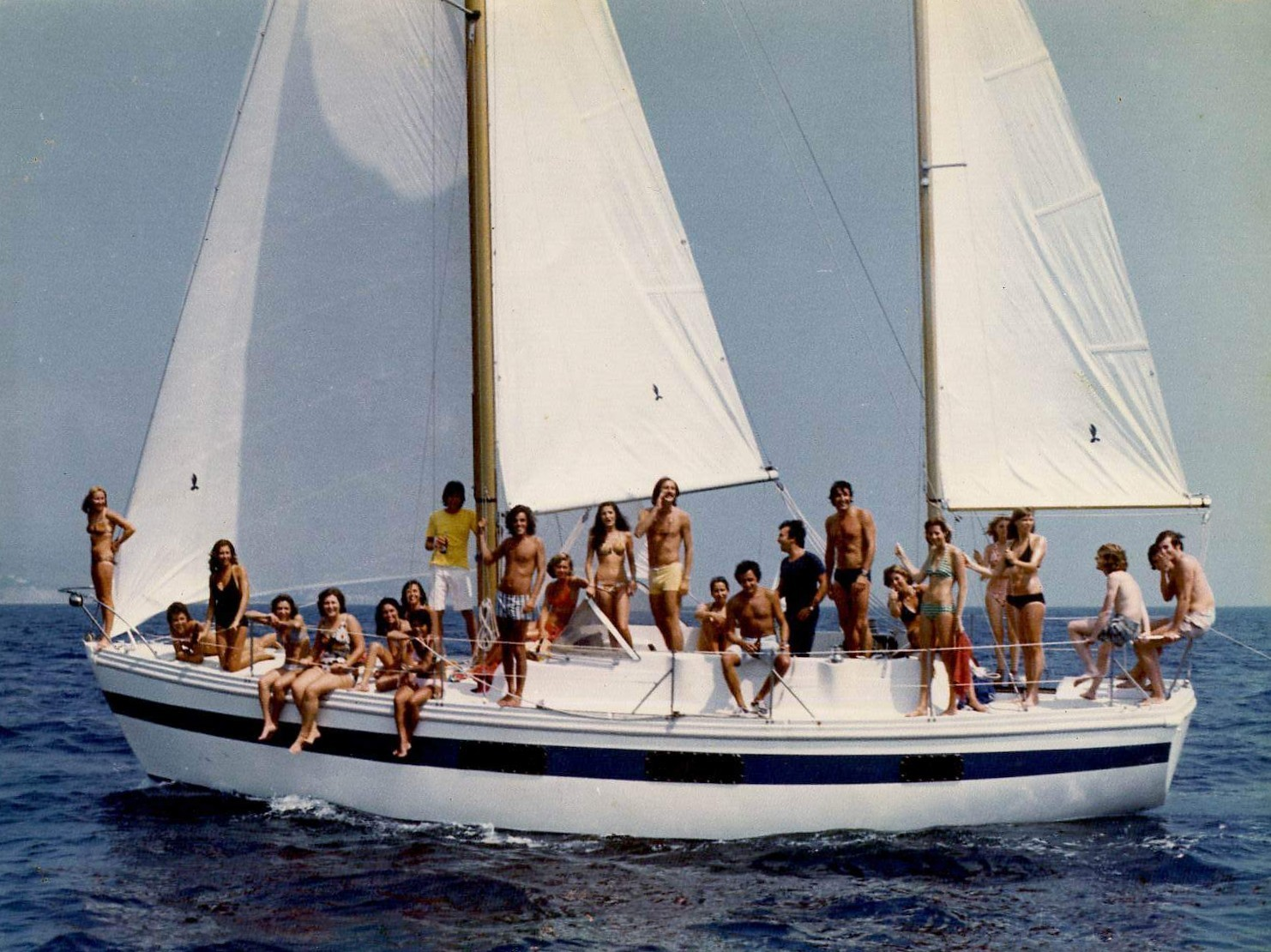
Coronado 35 navegando "al través" con una numerosa tripulación la mayoría socios del CNAM

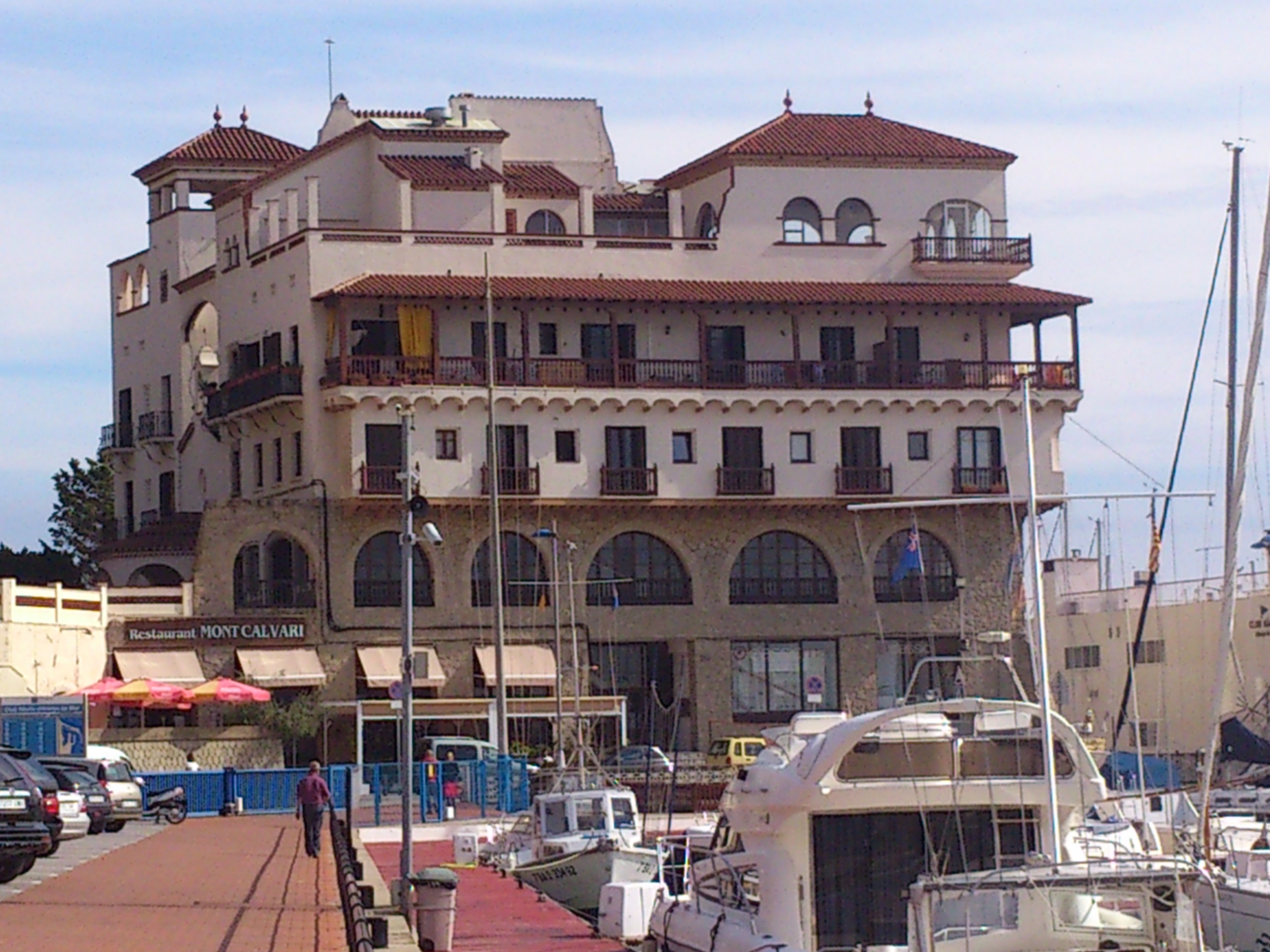
Vista parcial de las instalaciones del CNAM

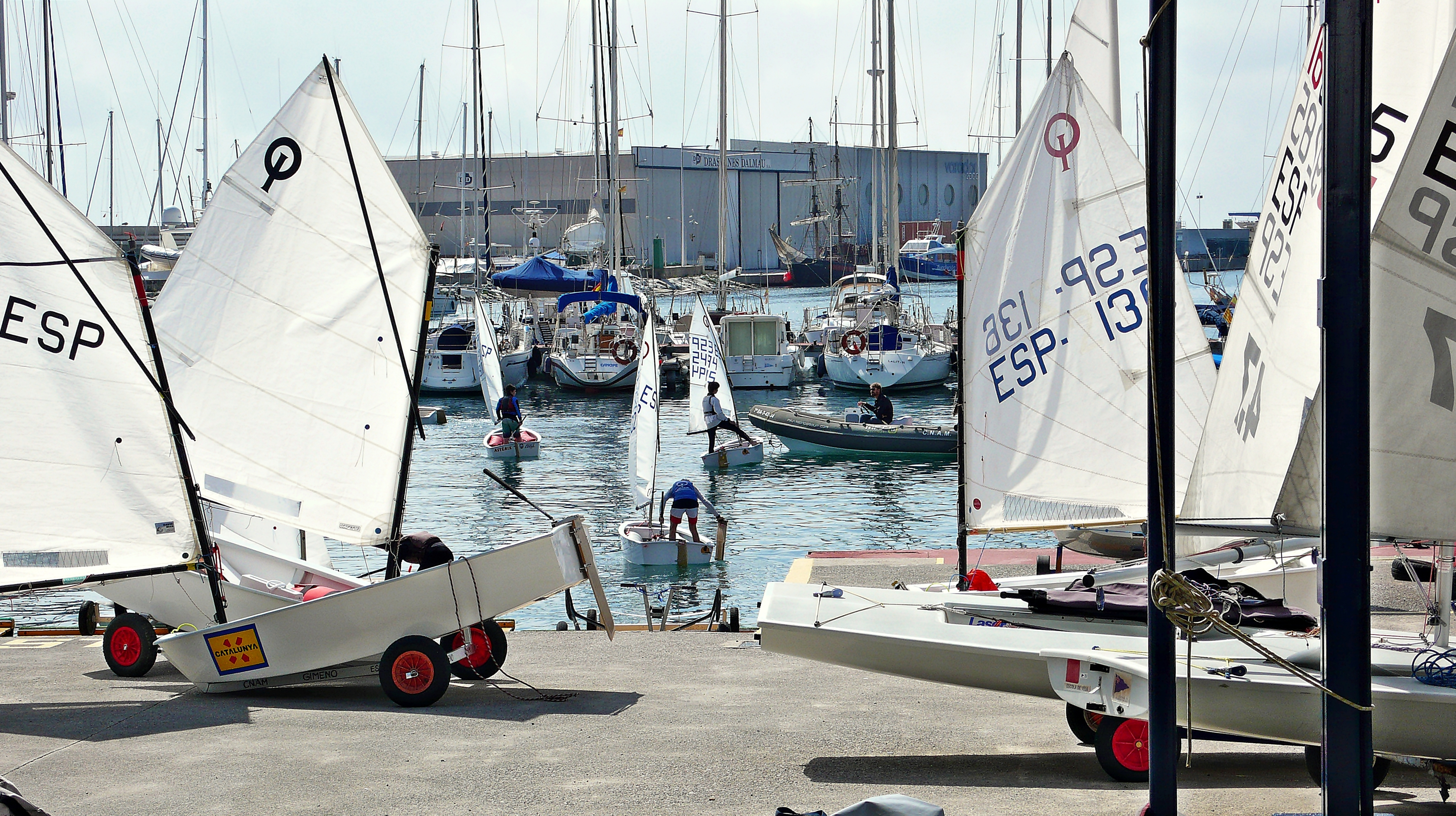
Salida de una regata de Optimist.

El Club Náutico de Arenys de Mar (CNAM) es un club náutico situado en la Villa de Arenys de Mar, de la comarca del Maresme, provincia de Barcelona. Fue fundado en 1952, siendo el cuarto club náutico más antiguo de Cataluña. 
Sus instalaciones se encuentran en el Puerto de Arenys de Mar, donde dispone de una Escuela de Vela y un "Centro de Perfeccionamiento Deportivo". Algunos regatistas olímpicos españoles han sido socios de este club.
Uno de los antiguos presidentes del Club Náutico de Arenys de Mar fue Agustí Montal y Galobart, el cual también fue presidente del FC Barcelona entre 1946 y 1952.
El 16 de abril de 2021 la Junta de gobierno del Club tomó el acuerdo de ceder en régimen de comodato su fondo documental a la Generalidad de Cataluña para su conservación en el Archivo Comarcal del Maresme. Entre abril y junio se realizó el transporte y clasificación de la documentación, que se guarda y clasifica en las instalaciones del Archivo Comarcal del Maresme, Previamente José María Martínez-Hidalgo, que fue miembro en varias juntas del club, había hecho donación a la biblioteca del CNAM de varios cientos de libros de su biblioteca privada.

## Regatas
El Club Náutico de Arenys de Mar organiza periódicamente campeonatos de Cataluña, de España e internacionales de diferentes clases de vela ligera, especialmente en 420, Optimist y Laser. También organiza regatas de crucero a nivel nacional como el Campeonato Interclubs Zona Centro, en febrero, y la Copa de la RANC (Real Asociación Nacional de Cruceros) en octubre. 
El CNAM ha organizado eventos deportivos de Cataluña, de España, de Europa y del mundo, entre ellos:
- 1951. Campeonato de España de la clase Snipe.
- 1970-1976. Christmas Race (Open internacional).[4]
- 1970. Campeonato Mundial de Optimist.[5]
- 1970. Campeonato de España de Flying Dutchman.[6]
- 1970. Campeonato de Europa de Flying Dutchman.[7][8]
- 1972: Second Ladies European Sailing Championship
- Campeonato de España clase Dragon
- Campeonato de España clase Soling

## Palmarés

### Vela de crucero
- Cinco Campeonatos de Cataluña de Cruceros (1985, 1988, 1989, 2007, 2008).
- Tres Ligas Catalanas de Match-Race (2004, 2006, 2007).
- Cinco embarcaciones Campeonas de España en su clase.

### Vela ligera
- Cinco regatistas Campeones de España de Optimist.
- Un Campeonato del Mundo de Optimist.[9]
- Un Campeonato del Mundo de Optimist por Equipos (1972).
- Un Campeonato de España de Flying Dutchman (1972).
- Un Campeonato del Mundo Juvenil de 420 (1979).
- Cinco Campeonatos de España de 420 (Masculino 1970, 1981, 1994 / Femenino 1994, 1998).
- Tres Campeonatos de Cataluña de Europe por Equipos (1994, 1995, 1997).
- Un Campeonato de Europa Master (2000).[10]
- Un Campeonato de España de Optimist  por Autonomías (2008).

### Motonàutica
- Un Campeón del Mundo de Esquí Náutico (Víctor Palomo (1969).
- Un Campeón de España de Esquí Náutico (1975).
- Un equipo siete veces Campeón de España de Off-Shore (1983, 1984, 1985, 1986, 1987, 1988, 1989).

## Premios y galardones
- Siete trofeos Vela de Oro de la Federación Catalana de Vela.
- Dos trofeos  Vela de Platino de la Federación Catalana de Vela.[11]